# スイゼンジナ
スイゼンジナ（水前寺菜、学名：Gynura bicolor）は、東南アジア原産のキク科サンシチソウ属の多年草である。別名は加賀野菜の一つとして知られるキンジソウ（金時草）。

## 名称
地域によって様々な名前で呼ばれている野菜である。古くから栽培されている熊本県周辺ではスイゼンジナ（水前寺菜）、石川県でキンジソウ（金時草）、愛知県ではシキブソウ（式部草）、沖縄県や鹿児島県ではハンダマと呼ばれている。熊本で栽培されていた水前寺菜が江戸時代に金沢に伝わり、加賀野菜の金時草として全国に知られるようになった。YListでは、学名 Gynura bicolor の標準和名を「スイゼンジナ」としている。中国植物名は、「紅鳳菜」とされる。
学名の由来は、属の学名 Gynura は「メスのしっぽ」を意味し、柱頭が長くしっぽのように見えることから。種小名 bicolor は「二色の」の意味で、葉の表と裏で色が違っていることによる。

## 分布、形態
東南アジア原産。タイ北部や中国南部が原産地ではないかといわれている。多年草で草丈40 - 60センチメートル (cm) になり、茎と葉はやや多肉質で、葉は互生し、葉は長さ10 cmあまりになり、長楕円形で切れ込みがある。葉にはにぶい光沢があり、表は深緑色だが、裏側は鮮やかな赤紫色またはブロンズ色で、つぶすと赤色の汁が出る。花は夏に咲き、黄色またはオレンジ色の小さな頭状花だが種子はできない。このため、繁殖はもっぱら挿し芽で行う。
- 葉の裏側は鮮やかな紫色
- オレンジ色の花

## 栽培
露地栽培は、春に苗を植え付け、夏から秋にかけて収穫する。種子は採れないので、ビニールハウスなどで越冬させた親株から苗となる芽先を求めて植えるか、市販の野菜を求めて挿し芽をして苗をつくる。生育適温は20 - 25度で、高温を好み、真夏の暑さにもよく耐える。低温には弱く、5度以下で生育は止まり地上部が枯死する。そのため、挿し芽は暖かくなってから行う。地下部は乾燥に弱く、やや湿気の多い土壌が栽培に適している。輪作年限は1 - 2年とされる。
晩春、苗の植え付けを行う。畑は植え付けの2週間前までに元肥を施し、幅90 cm、高さ20 cmくらいの畝をつくる。良品を得るためには、株元に敷き藁などして土壌の乾燥を防ぐようにするとよい。また土が乾いてきたら灌水をする。追肥は草丈が30 - 40 cmくらいになってから、葉の色の様子を見ながら月1回程度行う。肥料が切れると、葉の色が悪くなる。
収穫は草丈30 cmくらいに成長したときからできるようになり、株元に近い葉を5 - 6枚残して、その先の葉ついたの芽先を摘み取って収穫する。以後の収穫は、立ち上がってくるやわらかい芽先を15 - 20 cmの長さに切り取って行う。初夏から秋まで、2週間に1度くらいのペースで先端を収穫できる。冬は地上部が枯れるが、春になると若葉が出てくる。

## 利用
緑黄色野菜に分類され、葉と柔らかい茎の先端部を摘んで食用にする。食材としての旬は6 - 11月で、葉の色が濃く、ハリがあるのもが良品とされる。
石川県、熊本県、沖縄県などでローカルな野菜として親しまれており、軽く茹でてポン酢をかけたり、おひたし、汁の実、天ぷら、酢の物などにして食べられている。茹でると煮汁が紫色になり、ぬめりとほのかな苦味がある。すまし汁にすると、菊に似た風味が出る。紫色の色素は抗酸化作用があるアントシアニンで、カロテン、ビタミンC、カルシウム、カリウム、鉄分などの栄養素も豊富に含まれている。
保存する場合は、乾燥を防ぐために湿らせたキッチンペーパーなどで包んで、ポリ袋に入れて冷蔵保存するとよいとされる。